# Celano
Celano ist eine italienische Stadt in der Provinz L’Aquila in der Region Abruzzen mit 10.195 Einwohnern (Stand am 31. Dezember 2023).

## Lage
Celano liegt auf einem Hügel oberhalb des Lago Fucino und wird von der auf Befehl Friedrichs II. erbauten Burg mit Ecktürmen, dem Castello Piccolomini, dominiert, die in ihrer heutigen Form aus dem Jahr 1450 stammt.
Die Nachbargemeinden sind Aielli, Avezzano, Castelvecchio Subequo, Cerchio, Collarmele, Gagliano Aterno, Luco dei Marsi, Ovindoli, Pescina, San Benedetto dei Marsi, Secinaro und Trasacco.

## Geschichte
Celanos Ursprünge reichen in langobardische Zeit zurück. Ein Graf von Celano wird erstmals 1178 erwähnt. 1223 wurde die Stadt von Kaiser Friedrich II. nach ihrem Abfall zerstört. Ihre Bürger wurden nach Malta deportiert. 1915 verwüstete ein Erdbeben die Stadt sehr schwer.
Celano ist der Geburtsort von Thomas von Celano (Tommaso da Celano), einem hochmittelalterlichen Autoren und Chronisten.
Nach der Überlieferung wurden in Celano die christlichen Märtyrer Simplicius, Constantius und Victorinus in den Jahren 159 oder 162 auf Befehl des römischen Kaisers enthauptet. Reliquien der drei Märtyrer werden in einer Kirche in Celano aufbewahrt.
Die drei Kirchen Celanos haben Fassaden im Stil des 13. Jahrhunderts wie viele Kirchen in L’Aquila.

## Verkehr
Celano hat einen Anschluss an die Autobahn A25, über die Rom und Pescara einfach zu erreichen sind, sowie einen Bahnhof an der Bahnstrecke Rom–Pescara. Südlich der Stadt befindet sich ein kleiner Flugplatz (Aviosuperficie) für die Allgemeine Luftfahrt.

## Gemeindepartnerschaften
- Castelpoto, Provinz Benevento